# Legatum Institute
Інститут Леґатум (англ. Legatum Institute) – аналітичний центр, що базується в Лондоні, Велика Британія. [1][2] Його заявленою метою є сприяння освіті громадськості в галузі національної та міжнародної політичної, соціальної та економічної політики. [3] Інститут налічує понад сорок донорів, серед яких Фонд Legatum. [4] Його називають «можливо, найвпливовішим аналітичним центром у Великій Британії, який просуває своє бачення вільного ринку на підтримку Brexit і користується привілейованим доступом до ЗМІ та міністрів», але він викликав суперечки через своє непрозоре офшорне фінансування. [5]
Інститут Legatum був заснований у 2007 році, фінансується дубайською компанією Legatum Group під керівництвом її власника Крістофера Чендлера, бізнесмена та власника хедж-фонду. [6] Чендлер і його брат Річард заробили свої гроші в Росії в 1990-2000-х роках і свого часу мали 4% акцій російської державної компанії «Газпром». Інститут є бенефіціаром його сімейного фонду Legatum Foundation. [7] Фонд зареєстрований на Бермудських островах і контролюється компанією на Кайманових островах. [5] Фонд Legatum робить пожертви на ряд філантропічних ініціатив, включаючи END Fund[8] та Freedom Fund. [9]
У 2018 році вона зазнала критики з боку Комісії з благодійності за порушення своїх благодійних цілей щодо публікації часткового та упередженого звіту про переваги вільної торгівлі після Brexit. [10] Вона була тісно пов'язана з кампанією Vote Leave, яка надавала стипендії голові кампанії Гізелі Стюарт та її генеральному директору Метью Елліотту. У 2017 році було створено «Спеціальну торгову комісію» на чолі з директором з економічної політики Шанкером Сінгхемом, який став помітним голосом за Brexit у ЗМІ. [джерело?]
У 2018 році Legatum Institute також отримав 10 000 доларів від Фонду Роберта Ф. Агостінеллі. Агостінеллі – мільярдер правого спрямування, який підтримує неоконсервативні ідеї і одного разу назвав лівих «раковою пухлиною, яку потрібно викорінити». Раніше він був донором президентської кампанії пізніше адвоката Дональда Трампа Руді Джуліані. [11]
Вона стверджує, що фінансується понад 40 донорів. Вони не вказані на його сайті або у фінансових деклараціях. [12] У листопаді 2022 року веб-сайт прозорості фінансування Who Funds You? оцінив інститут як E, що є найнижчим рейтингом прозорості (рейтинг йде від A до E). [13]
В даний час Інститут знаходиться в місті Мейфер. [14] Філіппа Страуд (колишня виконавча директорка Центру соціальної справедливості та пер Консервативної партії в Палаті лордів) була призначена генеральним директором Інституту Легатум у 2016 році та залишила цю посаду в березні 2023 року, щоб очолити Альянс за відповідальне громадянство Інституту. [15][16][17]
Інститут став предметом суперечок через Чендлера, якого у 2018 році звинуватив у зв'язках з російською розвідкою Боб Сілі, член парламенту від Консервативної партії. [18] Сілі стверджував, що він та інші депутати бачили документи французької розвідки від 2005 року, які свідчать про те, що він був контррозвідником; Чендлер та Інститут рішуче заперечували ці звинувачення. [18] Член парламенту від Лейбористської партії Бен Бредшоу закликав парламент провести розслідування щодо фінансування та підтримки Інституту минулого року. [18] У 2018 році Чендлер подав позов про наклеп до Окружного суду США округу Колумбія проти приватного детектива, який, як він стверджує, надав інформацію, стверджуючи, що демонструє його зв'язки з російською розвідкою. [19]
Звіти та адвокація
Поточні програми та політика
В даний час Інститут має ряд програм, серед яких: глобальний індекс процвітання, процвітання Африки, процвітання Центральної та Східної Європи, процвітання Великобританії, процвітання Сполучених Штатів, Комісія соціальних метрик, глобальний індекс економічної відкритості, культурна трансформація, комісія з расової рівності, мир і примирення, сміливість у журналістиці, глобальні рухи людей і міжнародний розвиток 21 століття. [20]
Інститут Legatum заснував нагороду «За мужність у журналістиці» у 2017 році після смерті Дафни Каруани Галіції того ж року. [21] Нагорода була створена, щоб підкреслити небезпеки, з якими стикаються журналісти в усьому світі, і підтримати свободу преси. [22][23] У 2019 році Ян Куцяк, словацький журналіст, який помер у 2018 році у віці 27 років, був названий лауреатом щорічної премії. [24] У 2020 році нагороду отримав сирійський журналіст Раед Фарес, який керував Fresh Radio і був убитий в Ідлібі. [25] До складу журі увійшли, зокрема, журналістка Крістіна Лемб. [26]
В Інституті Легатум знаходиться Комісія з соціальних метрик, заснована у 2016 році, яка опублікувала свій перший звіт про рівень бідності у Великій Британії у 2018 році. [27][28] Звіт показав, що у 2017 році 14,4 мільйона людей жили в бідності, включаючи 4,5 мільйона дітей. [29] 17 травня 2019 року Департамент праці та пенсій оголосив, що прийме методологію Комісії соціальних метрик для вимірювання бідності у Великій Британії. [30][31] Це було значною мірою досягнуто завдяки міжпартійній участі та підтримці нового заходу. [32][33][34] Моделювання Комісії було використано баронесою Страуд та Інститутом Легатум у кампанії, спрямованій на заклик до канцлера казначейства зберегти підвищення універсального кредиту на 20 фунтів стерлінгів восени 2021 року. Інститут підрахував, що «840 000» людей будуть захищені від бідності, якщо скорочення універсального кредиту буде скасовано. [35][36]
Legatum Prosperity Index
Інститут Legatum публікує щорічний Legatum Prosperity Index[37], який вимірює добробут у різних країнах шляхом застосування комбінації факторів матеріального багатства та задоволеності життям. Звіт постійно публікується з моменту його запуску в 2007 році та розширив охоплення з 50 країн до 167 у 2020 році. [38][39][40]
Програма «Глобальні рухи людей
Інститут також реалізує програму «Глобальні рухи людей», яка розглядає найбільший рух вимушено переміщених осіб з часів Другої світової війни.[41]
Історичні програми
У 2015 році на саміті процвітання Африка Інститут Легатум взяв участь в якості доповідача під час сесії на тему «Стимулювання африканських інновацій: шляхи та засоби», яка була зосереджена на вирішенні економічних і соціальних вимог. [42] Того ж року Інститут доручив YouGov дослідити ставлення громадськості до капіталізму, що підкреслило майже універсальну думку про те, що найбільші корпорації у світі стали успішними завдяки шахрайству та за рахунок навколишнього середовища. [43]
У 2017 році Інститут Legatum замовив опитування Populus, в якому оцінював погляди широкої британської громадськості на політичні пріоритети Інституту. [44] Головними пріоритетами для респондентів були: їжа та вода; екстрені служби; універсальна охорона здоров'я; хороший будинок; гідна високооплачувана робота; обов'язкова і безкоштовна освіта. На дні стояли володіння автомобілем і дешеві авіаперельоти. [45] Британська громадськість:
Сприяти державній власності на водопровідний, електроенергетичний, газовий та залізничний сектори Великої Британії
Вважають, що податки повинні зростати, щоб забезпечити більше фінансування для NHS
Підтримка вищих рівнів регулювання
Сприяти встановленню обмежень заробітної плати для генеральних директорів
Сприяти представництву працівників на рівні вищого керівництва та ради директорів
Підтримати скасування контрактів з нефіксованим робочим часом
Дотримуйтесь несприятливого погляду на «капіталізм»; як концепцію, розглядаючи її як «жадібну», «егоїстичну» та «корумповану». [46]
У статті для The Sunday Times Вілл Клотьє використав опитування, щоб показати, що «капіталізм забезпечив занадто невелику кількість людей». [47]
У липні 2018 року Legatum Institute опублікував звіт, в якому пов'язав «тривогу, самоушкодження та інші психічні захворювання з високим рівнем використання соціальних медіа серед молоді». У доповіді стверджується, що це завдає шкоди стосункам сімей та молоді з іншими дорослими. [48][49] У більш широкому сенсі, Legatum Institute виступав за використання батьківських курсів як корисного способу впровадження батьківських навичок та цінностей для підтримки дітей, але рівень охоплення цими курсами залишається низьким через стигму (люди неправильно відносять такі курси до «проблемних сімей» та «поганого виховання»), погану доступність та недостатнє знайомство з тренером та фасилітаторами. [50]
Інші ініціативи
У жовтні 2013 року Legatum Institute став співзасновником Центру для підприємців (CFE) у партнерстві з підприємцем Люком Джонсоном. [51][52] Його метою є дослідження та комунікація позитивного впливу підприємців на економіку та суспільство. CFE стала власником Startup Britain у 2014 році та опублікувала дослідження про роль, яку університети повинні відігравати у підприємництві[53] та переваги пропозиції схем підприємництва для ув'язнених, які раніше звільняються. [54]
Роль у Brexit
Цей аналітичний центр широко характеризується як впливовий у дебатах щодо Brexit. [4][55] У липні 2017 року, невдовзі після результатів референдуму в ЄС, Інститут Легатум сформував Спеціальну торговельну комісію, яку очолив Шанкер Сінгем (який підтримав ініціативу напередодні референдуму в ЄС) і включив колишнього посла Нової Зеландії та постійного представника у Світовій організації торгівлі Кроуфорда Фалконера як комісара. [55] Ця група надала звіти, в яких розглядалися майбутні торговельні переговори Великої Британії. Деякі коментатори розглядали роботу Спеціальної торгової комісії як наполягання на «жорсткому Brexit»,[56] хоча Інститут заявив, що їхня роль полягала в підтримці результатів референдуму, і зазначив, що Інститут не займав жодної публічної позиції напередодні референдуму в ЄС. [57]
Інститут запропонував використовувати безпілотні літальні апарати для патрулювання питання кордону Республіки Ірландія та Північної Ірландії після Brexit. [58] Рішення, яке, за власним визнанням авторів звіту, зіткнулося з проблемами вартості та поганої погоди, було піддано критиці[59] – газета Daily Telegraph описала його як таке, що «піддається глузуванням». [60] У доповіді пропонувалися інші потенційні заходи, включаючи перепрофілювання Спеціального програмного органу ЄС і створення спеціальної економічної зони, ідея, також висунута головною опозиційною партією Республіки Ірландія. [58] У червні 2016 року Кроуфорд Фалконер покинув Спеціальну торгову комісію, щоб стати головним радником з торгових переговорів і другим постійним секретарем Департаменту міжнародної торгівлі. [61] Шанкер Сінгем покинув інститут у березні 2018 року[62][63], щоб забрати свою команду до Інституту економічних відносин, а Метью Елліотт покинув його у травні 2018 року. [64] У травні 2018 року інститут оголосив, що припиняє свої дослідження, пов'язані з Brexit. [65]
У червні 2018 року Комісія з благодійності Великої Британії заявила, що «Звіт про перегин Brexit» Інституту можна розглядати як спробу досягти «конкретного кінцевого результату», що становитиме політичну діяльність і порушення політики. Інституту було запропоновано видалити звіт зі свого веб-сайту. [66]
Події
Інститут Legatum проводить регулярні публічні заходи. У 2012 році Далай-лама виступив на заході під назвою «Етика для більш процвітаючого світу». [67] У 2015 році вони провели захід, на якому розглянули питання власності та управління державними активами. [68] У 2018 році вони зібрали мислителів з різних точок зору і дозволили їм сперечатися відповідно до правила Chatham House, щоб сприяти дебатам. [69]